# フランソワ・ラティル
フランソワ・ラティル(François Latil、1938年6月10日 – )は、バヌアツの出身の男子アーチェリー選手、元弁護士。バヌアツからの初めてのオリンピックに出場したアーチェリー選手であり、2000年のシドニーオリンピックに出場している。出場当時の年齢は62歳で、全出場選手の中で最も高齢な選手であった。ちなみに最も若い出場選手はバーレーンの競泳選手ファテマ・ハメド・ゲラシ (Fatema Hameed Gerashi) で当時12歳だった。競技ではアーチェリー男子個人に出場しランキングラウンドで64人中61位で、1回戦でアメリカ合衆国のロドニー・ホワイトに158-145で敗れた。